# Gran Logia de Bélgica
La Gran Logia de Bélgica (en flamenco: Grootloge van België ) (en francés: Grande Loge de Belgique ) La Gran Logia de Bélgica fue creada el 4 de diciembre de 1959. La Gran Logia de Bélgica contaba el 1973, aproximadamente con 2.000 miembros repartidos en 30 logias.

## Formación
La Gran Logia de Bélgica, nació después de la salida de cinco logias simbólicas del Gran Oriente de Bélgica:
- Tradition te Solidarité, de Bruselas.

- La Parfaite Intelligence te lo Etoile réunies, de Lieja.

- Constance, de Lovaina.

- Le Septentrion, de Gante.

- Marnix van Sint-Aldegonde, de Amberes.

## Talleres
En el año 2006, el número de miembros era de aproximadamente de 2.500 hermanos trabajando en 52 talleres, repartidos de la siguiente manera:
- 18 en Valonia (talleres francófonos)
- 15 en Bruselas (13 francófonos, 1 taller neerlandófono y 1 taller bilingüe)
- 19 en Flandes (16 talleres neerlandófonos y 3 francófonos)

## Grandes maestros
| - Frans Smits - Adelin Closset - Julien Van Driessche - Charles Wagemans - Clément Ceuppens - André Van Der Stricht - Edwin Commins - Herman Buskens | - Jacques Massagé - Matthieu De Donder - Edwin Commins - Georges Neslany - Georges Vandeputte - Rik Van Aerschot - Jean Van der Avoirt |